# Wetter (Hessen)
Wetter település Németországban, Hessen tartományban. Lakosainak száma 8956 fő (2023. december 31.).

## Népesség
A település népességének változása:
| Lakosok száma | 8959 | 8787 | 8718 | 8940 | 9010 | 8956 |
|               | 2015 | 2017 | 2019 | 2021 | 2022 | 2023 |